# Televisions Locals Catalanes de Proximitat
Televisions Locals Catalanes de Proximitat és un grup d'empreses privades de televisió local amb seu a Vic que agrupa els canals EL 9 TV, Lleida TV, Canal Reus, TV Girona i Canal 21. També han format part del grup Olot TV i TV Manresa. L'any 2010 impulsà el projecte Canto dedicat a la promoció de la música en català i occità.